# Vales (Valpaços)
Vales ist eine Gemeinde (Freguesia) im portugiesischen Kreis Valpaços. In ihr leben 191 Einwohner (Stand 19. April 2021).